# Aeroport de Treinta y Tres
L'Aeroport de Treinta y Tres (IATA: TYT, OACI: SUTR) és un aeroport que es troba a Treinta y Tres, a l'est de l'Uruguai, i serveix la mateixa ciutat.